# Felix Seibert-Daiker
Felix Seibert-Daiker (* 4. Dezember 1982 in Bad Mergentheim) ist ein deutscher Fernsehmoderator.

## Leben
Seibert-Daiker studierte ab 2004 in Magdeburg Journalistik und Medienmanagement.
Von 2012 bis 2020 moderiert er die Magazinsendung Erde an Zukunft im KiKA, von der inzwischen über 192 Folgen in 11 Staffeln produziert wurden (Stand: August 2021).
Im Jahr 2015 moderierte er als einer von zwei Moderatoren eine Dialogveranstaltung mit Bundeskanzlerin Angela Merkel und Schülern einer Rostocker Schule, die durch die Reaktion Merkels auf die weinende Schülerin Reem Sahwil Bekanntheit erlangte. Seibert-Daiker wurde hierzu mehrfach interviewt.
Seit 2017 moderiert er das Politmagazin Fakt im Ersten.
Von 2020 bis 2021 vertrat er mehrmalig Wiebke Binder beim MDR Magazin Exakt.